# Dariusz Jemielniak
Dariusz Jemielniak (nascido em 17 de Março de 1975, Varsóvia, Polónia) é um professor catedrático de gestão e director do Centro de Pesquisa em Organizações e Locais de Trabalho (CROW), fundador do grupo Nova Pesquisa sobre Sociedades Digitais (NeRDS) da Universidade de Kozminski. Os seus interesses giram à volta de estudos críticos de gestão, projectos de colaboração aberta (tais como Wikipédia ou F/LOSS), narração de histórias, organizações de uso intensivo do conhecimento, comunidades virtuais e arquétipos organizacionais, todos estudados por métodos interpretativos e qualitativos. Em 2015, ele foi eleito para o conselho de administração da Fundação Wikimedia.